# Campo di numeri
In matematica un campo di numeri (o campo numerico) {\displaystyle K} è un'estensione finita del campo {\displaystyle \mathbb {Q} } dei numeri razionali. Questo significa che {\displaystyle K} è un campo contenente {\displaystyle \mathbb {Q} } ed ha dimensione finita come spazio vettoriale su {\displaystyle \mathbb {Q} }.
Lo studio dei campi di numeri e, più in generale, delle estensioni del campo dei numeri razionali, è uno degli argomenti principali della teoria algebrica dei numeri.

## Definizione
Un campo algebrico di numeri o più semplicemente un campo di numeri {\displaystyle F} è per definizione un sottocampo del campo dei numeri complessi {\displaystyle \mathbb {C} } che sia un'estensione di grado finito {\displaystyle n} del campo dei numeri razionali {\displaystyle \mathbb {Q} }.

## Esempi
- Un primo esempio banale è il campo dei numeri razionali {\displaystyle \mathbb {Q} }, che è esso stesso un campo di numeri, essendo un'estensione di grado {\displaystyle 1}  di {\displaystyle \mathbb {Q} }.

- Un esempio non banale sono i campi quadratici, cioè le estensioni {\displaystyle \mathbb {Q} [{\sqrt {d}}]} con {\displaystyle d\in \mathbb {Z} \setminus \{0,1\}} privo di fattori quadratici. Ovviamente se {\displaystyle d=-1} allora {\displaystyle \mathbb {Q} [{\sqrt {-1}}]} è il campo dei razionali gaussiani.

- Un altro esempio è l'{\displaystyle n}-esimo campo ciclotomico, cioè il campo {\displaystyle \mathbb {Q} [\zeta ]} con {\displaystyle \zeta } radice primitiva {\displaystyle n}-esima dell'unità, questo campo ha grado {\displaystyle [\mathbb {Q} [\zeta ]:\mathbb {Q} ]=\varphi (n)} dove {\displaystyle \varphi } è la funzione di Eulero.

- Un "non" esempio è {\displaystyle \mathbb {R} \subset \mathbb {C} }, che è un'estensione di {\displaystyle \mathbb {Q} } ma il suo grado è infinito, per cui non è un campo di numeri. Per vedere che {\displaystyle [\mathbb {R} :\mathbb {Q} ]=\infty }, basta ricordare che {\displaystyle \mathbb {R} } ha cardinalità del continuo, mentre {\displaystyle \mathbb {Q} } è numerabile.

## Anelli di interi algebrici
Sappiamo dalla teoria dei campi che data un'estensione {\displaystyle K|F}, un elemento {\displaystyle k\in K} è detto algebrico su {\displaystyle F} se {\displaystyle k} è radice di un polinomio monico {\displaystyle f(x)\in F[x]}, e chiamiamo estensioni algebriche le estensioni di campi i cui elementi sono tutti algebrici; in particolare se {\displaystyle F=\mathbb {Q} } chiamiamo numero algebrico un elemento {\displaystyle \alpha \in \mathbb {C} } che sia algebrico su {\displaystyle \mathbb {Q} }, inoltre se {\displaystyle \alpha \in \mathbb {C} } è radice di un polinomio monico a coefficienti in {\displaystyle \mathbb {Z} } diremo che {\displaystyle \alpha } è un intero algebrico.
Ora, dato un campo di numeri {\displaystyle K}, definiamo {\displaystyle {\bar {\mathbb {Z} }}=\{\alpha \in \mathbb {C} \ |\ \alpha \ {\text{radice di un polinomio monico}}\ f(x)\in \mathbb {Z} [x]\}} (si dimostra che {\displaystyle {\bar {\mathbb {Z} }}} è un anello), si definisce {\displaystyle {\mathcal {O}}_{K}={\bar {\mathbb {Z} }}\cap K} anello degli interi algebrici di {\displaystyle K}.  
In generale dato un campo di numeri {\displaystyle K}, il rispettivo anello degli interi {\displaystyle {\mathcal {O}}_{K}} non è un UFD (vedi esempio sotto), ma è possibile dimostrare che gode di altre interessanti proprietà, in particolare, che è un dominio di Dedekind, per cui ammette una fattorizzazione unica in termini di ideali primi. 

### Esempio
Dato il campo quadratico {\displaystyle F=\mathbb {Q} [{\sqrt {-5}}]}, si ha {\displaystyle \mathbb {Z} [{\sqrt {-5}}]\subset {\mathcal {O}}_{F}} (in realtà si può dimostrare che {\displaystyle {\mathcal {O}}_{F}=\mathbb {Z} [{\sqrt {-5}}]}), per cui abbiamo
{\displaystyle 3\cdot 2=6=(1-{\sqrt {-5}})(1+{\sqrt {-5}}),}
dunque {\displaystyle {\mathcal {O}}_{F}} non è UFD.